# Coma of Souls
Coma of Souls ist das fünfte Studioalbum der deutschen Thrash-Metal-Band Kreator. Es erschien im Oktober 1990 auf Noise Records. Es gilt als das meistverkaufte Album der Band vor dem Vorgänger Extreme Aggression, dem es auch stilistisch ähnelt, wenn es auch an einigen Stellen mit etwas progressiverem Riffing und mit einigen Akustik-Intros ausgestattet war. Coma of Souls ist das erste Album mit dem neuen Gitarristen Frank Blackfire.

## Entstehungsgeschichte
Nach dem ersten Auftritt in Ost-Berlin im März 1990 (DVD At the Pulse of Kapitulation) und der ersten Headliner-Tour durch die USA mit Suicidal Tendencies, auf der Frank Blackfire erstmals statt Jörg Trebziatowski spielte, gingen Kreator im Sommer 1990 erneut mit Randy Burns, der schon Extreme Aggression produziert hatte, in Los Angeles ins Studio. Frank Blackfire, der zuvor mit Sodom Agent Orange eingespielt hatte, nahm sogleich Einfluss auf das Songwriting:

„Frank beeinflußte den gesamten Stil von Kreator positiv. Alles ist nun viel komplexer; manchen Ohren wird das, was wir jetzt machen, zwar etwas langsamer erscheinen, doch in Wirklichkeit ist alles halt nur etwas kontrollierter.“

Das Platten-Cover gestaltete Andreas Marschall. Als erstes Video wurde People of the Lie ausgewählt. 1991 wurde mit Hallucinative Comas ein VHS-Video veröffentlicht, das außerdem noch Twisted Urges, Coma of Souls und Terror Zone enthielt. Es wurde im Director’s Cut auf der DVD At the Pulse of Kapitulation wiederveröffentlicht. Ab Herbst 1990 ging die Band mit Death auf Tour, die sie durch 15 europäische Länder sowie durch Japan, die USA und Mexiko führte. Anfang 1991 begann der USA-Teil der Tour mit Morgoth und Blitzspeer. Zu Beginn dieses Teils der Tour gab es jedoch Probleme mit Epic, dem US-Vertrieb der Band. Der Vertriebsvertrag zwischen dieser Firma und Noise Records wurde aufgelöst, so dass Kreator in den USA ohne Vertrieb und Promotion auskommen mussten. Ende 1991 trat die Band bei den Christmas-Metal-Meetings mit Bands wie Motörhead, Sepultura und Morbid Angel auf. Im Frühjahr 1992 spielte sie in Südamerika und Israel. Im Nachhinein zeigte sich Mille Petrozza nicht ganz zufrieden mit der Produktion von Coma of Souls – die Band habe im Studio zu viele Kompromisse eingehen müssen.

## Rezeption
Auf Powermetal.de nannte Alex Straka Coma of Souls das Album, das „den guten Ruf Kreators als eine der detailfreudigsten und innovativsten Thrashbands Deutschlands unentrückbar machen sollte.“ Songs wie das Titelstück, aber auch People of the Lie und Terror Zone, hob er auch als Live-Klassiker besonders hervor. Eduardo Rivadavia von allmusic.com nannte die „Erfolgsformel“ von Extreme Aggression allerdings ein wenig „ermüdet“, doch werde „technisch versierter Thrash“ geboten. Die Bewertung lag bei vier von fünf Sternen. Im damaligen Rock Hard vergab Frank Albrecht neun von zehn Punkten. Er sprach von einer Steigerung gegenüber dem Vorgängeralbum, die Songs wirkten „ausgereift“ und die Platte wirke „wie eine geschlossene Einheit“.

## Titelliste
1. When the Sun Burns Red – 5:28
2. Coma of Souls – 4:18
3. People of the Lie – 3:15
4. World Beyond – 2:02
5. Terror Zone – 5:54
6. Agents of Brutality – 5:16
7. Material World Paranoia – 4:59
8. Twisted Urges – 2:46
9. Hidden Dictator – 4:47
10. Mental Slavery – 5:43

Alle Songs wurden von Kreator geschrieben, Texte von Mille Petrozza.

## Chartplatzierungen
| ChartsChartplatzierungen | Höchstplatzierung | Wochen |
| ------------------------ | ----------------- | ------ |
| Deutschland (GfK)        | 83 (1 Wo.)        | 1      |